# Rissoina bryerea
Rissoina bryerea är en snäckart som först beskrevs av Montagu 1803.  Rissoina bryerea ingår i släktet Rissoina och familjen Rissoidae. Inga underarter finns listade i Catalogue of Life.